# Here Not There
Here Not There är ett musikalbum från 1993 av den amerikanska Pop-trion Jane Child.

## Låtlista
1. "Mona Lisa Smiles" 5:03
2. "Do Whatcha Do" 5:16
3. "Monument" (Hyslop) 5:09
4. "All I Do" 5:54
5. "SSHHH" 4:52
6. "Perfect Love" 6:09
7. "I Do Not Feel As You Do" 4;29
8. "Heavy Smile" 5:14
9. "Calling" 5:23
10. "Step Out Of Time" (Hyslop) 5;13
11. "Sarasvati" 7:58
12. "Here Not There" 3:38